# Teodoro I de Monferrato
Teodoro I de Monferrato ou Teodoro I Paleólogo foi marquês de Monferrato de 1306 até sua morte em 1338. Era filho do imperador Andrônico II Paleólogo com Irene de Monferrato. Quando seu tio João morreu em 1305, a linhagem masculina dos marqueses de Monferrato do ramo  Aleramici se extinguiu. A Marca de Monferrato passou então para os filhos de Irene. O patriarca de Constantinopla bloqueou a candidatura do filho mais velho dela, João, e, por isso, Teodoro foi enviado para a Itália.
Ele embarcou para Gênova em 1306 e, no ano seguinte, casou-se com Argentina Spínola, filha do magnata genovês Opicino Spínola, "capitani del popolo" (cogovernante) da República de Gênova. Spínola usou toda a sua riqueza para apoiar Teodoro em sua reivindicação a Monferrato.
O adversário de Teodoro era Manfredo IV de Salluzzo, que era de um ramo menor da Casa de Saboia, e diversos marqueses de Monferrato tinham esposas savoiardas. O rei Carlos II de Nápoles também reivindicou partes da marca e, gradualmente, sobrepujou seus adversários, assegurando para si a marca toda. Em 1310, recebeu a investidura imperial de Henrique VII.
Teodoro e Argentina tiveram dois filhos, João (1313–1372) e Iolanda (1318–1342), que se casou com Aimão de Saboia.
Teodoro morreu em Trino em 1338 e foi sucedido por seu filho João.